# 水溜りボンドの○○いくってよ
『水溜りボンドの○○いくってよ』（みずたまりボンドのまるまるいくってよ）は、テレビ神奈川（tvk）制作の旅番組。

## 概要
YouTuberの水溜りボンドによる地上波テレビ初となる冠番組。ジャンルを問わず様々な事に挑戦する彼らが、神奈川県内を中心にさまざまな街を訪ね歩く。通称「水まる」。
2016年大晦日に放送された「tvk年越し特番『おまえ、テレビでてるってよ!!』」に水溜りボンドの2人が出演したことがきっかけとなり番組がスタートした。番組開始に先がけ、2人がレギュラー番組を獲得するまでを描いた全4回放送のミニ番組「水溜りボンドが何かするってよ」が放送された。
放送はテレビ神奈川のみであるが、放送開始と同時に民放公式の動画サービスであるTVerで配信を開始した。独立局の制作番組がTVerで配信されるのは本番組が史上初となる。なお、番組は日本テレビが運営している無料動画配信サービス「日テレ無料TADA!」に供給しており、TVerでは更にその供給を受ける形で配信されている。
2021年6月24日付の週刊文春において、新型コロナウイルス感染拡大に伴う緊急事態宣言下であるにもかかわらず、複数のYouTuberが東京都内に集まり、飲酒を伴うパーティーを行い、その中に水溜りボンドのトミーも参加していたことが報じられた。これを受けて、テレビ神奈川は同月25日、番組公式サイト上において、「ニュース番組などを通して神奈川県内の新型コロナウイルスへの感染状況や県民の感染防止の取り組みについて日々お伝えしているにもかかわらず、本番組の放送を継続することは不適切である」とコメントし、番組を当面の間休止にすることを発表した。
なお、休止した2021年6月26日以降の時間は「洋楽天国+」を放送。なお、同日放送回では番組変更の経緯については番組内では触れなかった。
筆頭スポンサーのLIONは「オンガク開放区」（2011年4月 - 2017年3月）以降続いたテレビ神奈川の土曜22時枠は代替番組「洋楽天国+」の2021年7月分まで提供したが、同年8月以降は月曜 - 木曜22時の「猫のひたいほどワイド」（再放送）に暫定的な処置で移行している。
2021年9月30日、テレビ神奈川は本番組の終了を番組公式サイトで発表した。
2023年3月、水溜りボンドは自身のYouTubeチャンネルにおいて、YouTubeにて本番組を復活させることを発表した。水溜りボンドは神奈川県外についてもロケーション撮影することを考えているとしており、同月27日までに公開された動画では水溜りボンドの2人がテレビ神奈川の社屋を訪問し、同社スタッフから番組タイトルの看板を受け取る様子が配信された。

## 出演者
- 水溜りボンド（カンタ・トミー）

## 放送リスト
| 水溜りボンドが何かするってよ（事前ミニ番組） | 水溜りボンドが何かするってよ（事前ミニ番組） | 水溜りボンドが何かするってよ（事前ミニ番組） | 水溜りボンドが何かするってよ（事前ミニ番組） |
| 放送回                                       | 放送日（tvk）                                | タイトル                                     | ロケ地                                       |
| -------------------------------------------- | -------------------------------------------- | -------------------------------------------- | -------------------------------------------- |
| 第1回                                        | 2020年9月4日                                 | #1                                           | テレビ神奈川                                 |
| 第2回                                        | 2020年9月11日                                | #2                                           | テレビ神奈川                                 |
| 第3回                                        | 2020年9月18日                                | #3                                           | テレビ神奈川                                 |
| 第4回                                        | 2020年9月25日                                | #4                                           | テレビ神奈川                                 |

| シーズン1        | シーズン1      | シーズン1                                                        | シーズン1                                                                 |
| 放送回           | 放送日（tvk）  | タイトル                                                         | ロケ地                                                                    |
| ---------------- | -------------- | ---------------------------------------------------------------- | ------------------------------------------------------------------------- |
| 第1回            | 2020年10月3日  | はじめてのロケは横浜市！                                         | 神奈川県横浜市                                                            |
| 第2回            | 2020年10月10日 | はじめてのロケは横浜市！                                         | 神奈川県横浜市                                                            |
| 第3回            | 2020年10月17日 | はじめてのロケは横浜市！                                         | 神奈川県横浜市                                                            |
| 第4回            | 2020年10月24日 | はじめてのロケは横浜市！                                         | 神奈川県横浜市                                                            |
| 第5回            | 2020年10月31日 | はじめてのロケは横浜市！                                         | 神奈川県横浜市                                                            |
| 第6回            | 2020年11月7日  | 謎と魅惑の横須賀に                                               | 神奈川県横須賀市                                                          |
| 第7回            | 2020年11月14日 | 謎と魅惑の横須賀に                                               | 神奈川県横須賀市                                                          |
| 第8回            | 2020年11月21日 | 謎と魅惑の横須賀に                                               | 神奈川県横須賀市                                                          |
| 第9回            | 2020年11月28日 | 謎と魅惑の横須賀に                                               | 神奈川県横須賀市                                                          |
| 第10回           | 2020年12月5日  | 興奮続きの湘南・江の島                                           | 湘南・江の島                                                              |
| 第11回           | 2020年12月12日 | 興奮続きの湘南・江の島                                           | 湘南・江の島                                                              |
| 第12回           | 2020年12月19日 | 興奮続きの湘南・江の島                                           | 湘南・江の島                                                              |
| 第13回           | 2020年12月26日 | 興奮続きの湘南・江の島                                           | 湘南・江の島                                                              |
| 総集編           | 2021年1月1日   | 今年もさらにいろんな街に行く前に、去年のおさらいをしちゃうってよ | 神奈川県                                                                  |
| 第14回           | 2021年1月2日   | 知っているようで知らない・川崎！                                 | 神奈川県川崎市                                                            |
| 第15回           | 2021年1月9日   | 知っているようで知らない・川崎！                                 | 神奈川県川崎市                                                            |
| 第16回           | 2021年1月16日  | 知っているようで知らない・川崎！                                 | 神奈川県川崎市                                                            |
| 第17回           | 2021年1月23日  | 知っているようで知らない・川崎！                                 | 神奈川県川崎市                                                            |
| 第18回           | 2021年1月30日  | 知っているようで知らない・川崎！                                 | 神奈川県川崎市                                                            |
| 第19回           | 2021年2月6日   | 歴史と新しさの入り混じる街・逗子葉山鎌倉！                       | 逗子・葉山                                                                |
| 第20回           | 2021年2月13日  | 歴史と新しさの入り混じる街・逗子葉山鎌倉！                       | 逗子・葉山                                                                |
| 第21回           | 2021年2月20日  | 歴史と新しさの入り混じる街・逗子葉山鎌倉！                       | 逗子・葉山                                                                |
| 第22回           | 2021年2月27日  | 歴史と新しさの入り混じる街・逗子葉山鎌倉！                       | 逗子・葉山                                                                |
| 第23回           | 2021年3月6日   | アクティブな展開にハラハラドキドキのヨコハマ                     | 神奈川県横浜市 フォレストアドヴェンチャー・よこはま                       |
| 第24回           | 2021年3月13日  | アクティブな展開にハラハラドキドキのヨコハマ                     | 神奈川県横浜市 ハマボール イアス                                          |
| 第25回           | 2021年3月20日  | アクティブな展開にハラハラドキドキのヨコハマ                     | 神奈川県横浜市 ハマボール イアス                                          |
| 第26回           | 2021年3月27日  | アクティブな展開にハラハラドキドキのヨコハマ                     | 神奈川県横浜市 ハマボール イアス                                          |
| 第27回           | 2021年4月3日   | 神奈川県を飛び出し！ 美しい雪の世界で熱い闘い！                  | 新潟県妙高市 ロッテアライリゾート                                         |
| 第28回           | 2021年4月10日  | 初の地方ロケ！ 新潟のスキー場でスノーボードに挑戦                | 新潟県妙高市 ロッテアライリゾート                                         |
| 第29回           | 2021年4月17日  | 初の地方ロケ！ 新潟でスノーモービル体験と利き酒                  | 新潟県妙高市 雪番長スノーモービルツアー 新潟県妙高市 千代の光酒造株式会社 |
| 第30回           | 2021年4月24日  | 初の地方ロケ！ なのにボードゲーム!?                              | 新潟県妙高市 ロッテアライリゾート                                         |
| 第31回           | 2021年5月1日   | 初の地方ロケ！ なのにボードゲーム!?                              | 新潟県妙高市 ロッテアライリゾート 神奈川県南足柄市                        |
| 第32回           | 2021年5月8日   | サバイバルゲームでハラハラドキドキ                               | 神奈川県平塚市 湘南トスカフィールド                                       |
| 第33回           | 2021年5月15日  | サバイバルゲームが今夜決着！                                     | 神奈川県平塚市 湘南トスカフィールド                                       |
| 第34回           | 2021年5月22日  | カートレースでほぼ徐行                                           | 神奈川県平塚市 F.ドリーム平塚                                             |
| 第35回           | 2021年5月29日  | 初のスタジオ収録！ゲストは誰？                                   | テレビ神奈川                                                              |
| 第36回           | 2021年6月5日   | ゲストは誰？そして神奈川グルメ！                                 | テレビ神奈川                                                              |
| 第37回           | 2021年6月12日  | トミー念願のご褒美海釣り!?                                       | 神奈川県平塚市 庄三郎丸                                                   |
| 第38回（最終回） | 2021年6月19日  | 水溜りボンドがご褒美ロケで海の幸・山の幸を堪能                   | 森プロデューサーの私有地                                                  |

## スタッフ
- ナレーション:久本真菜
- カメラ:大森健次（テイクランド）、高木僚太
- デザイン:高津まさき
- メイク:AKEMI（PUNCH）
- スタイリスト:春原愛子
- イラスト:外塚七海
- MA:劉宗隆（DreamSound）
- 音効:稲田俊介
- 編成:三浦絢也、杉内裕介
- 宣伝:高橋桂佑、キムラマリエ
- ホームページ:石垣由紀
- アカウントプランナー:池田良、増田裕介、伊藤万由、浅井亮磨
- ライツビジネス:藤井友美子、川村祐太
- 配信:吉田周平、石岡豪
- AD:竹中菜帆子、伊藤日香
- ディレクター:沖永純哉、小塚海志郎
- 演出:加藤侑甫、山井寿紀
- プロデュース:沼崎宏祥、金子奈津子、森博貴
- エグゼクティブプロデューサー:遠藤幹彦
- 総合プロデュース:重富浩二
- 制作協力:SION STAGE
- 制作:71jaguars
- 制作著作:テレビ神奈川

## ネット配信
- TVer・日テレ無料TADA!にて最新回が1週間限定で配信
- 記者会見・事前ミニ番組「水溜りボンドが何かするってよ」（#1 - 4）はテレビ神奈川の公式YouTubeチャンネルにて配信